# Sassocorvaro
Sassocorvaro (Scorbèra in dialetto gallo-piceno) è un municipio di 3 419 abitanti del comune di Sassocorvaro Auditore, in provincia di Pesaro e Urbino.
Fino al 31 dicembre 2018 ha costituito un comune autonomo, che confinava con i comuni di Auditore, Lunano, Macerata Feltria, Mercatino Conca, Monte Cerignone, Piandimeleto, Tavoleto e Urbino.

## Geografia fisica

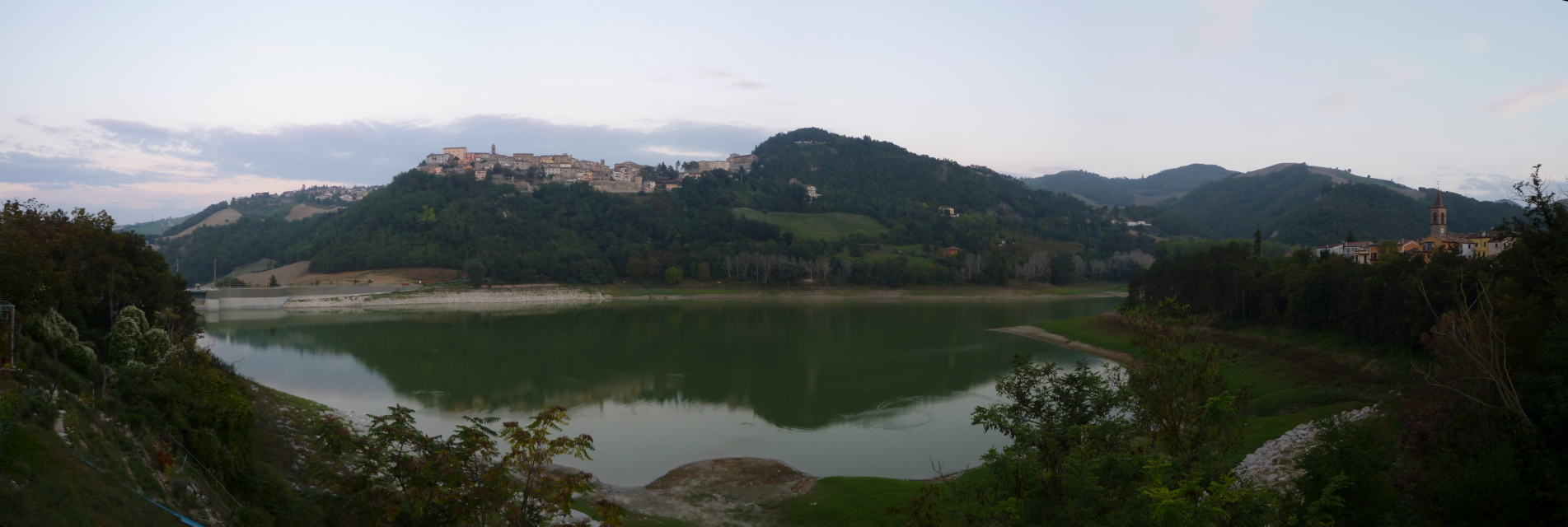
Il lago di Mercatale: a sinistra l'abitato di Sassocorvaro, a destra quello di Mercatale

Il borgo, articolato attorno alla rocca Ubaldinesca, si erge su un colle che domina la valle del fiume Foglia. Tra Sassocorvaro e la sua frazione di Mercatale si estende un lago artificiale, chiuso da una diga, che porta il nome della suddetta frazione. Viene utilizzato per la fornitura di acqua potabile nei paesi limitrofi.

## Storia

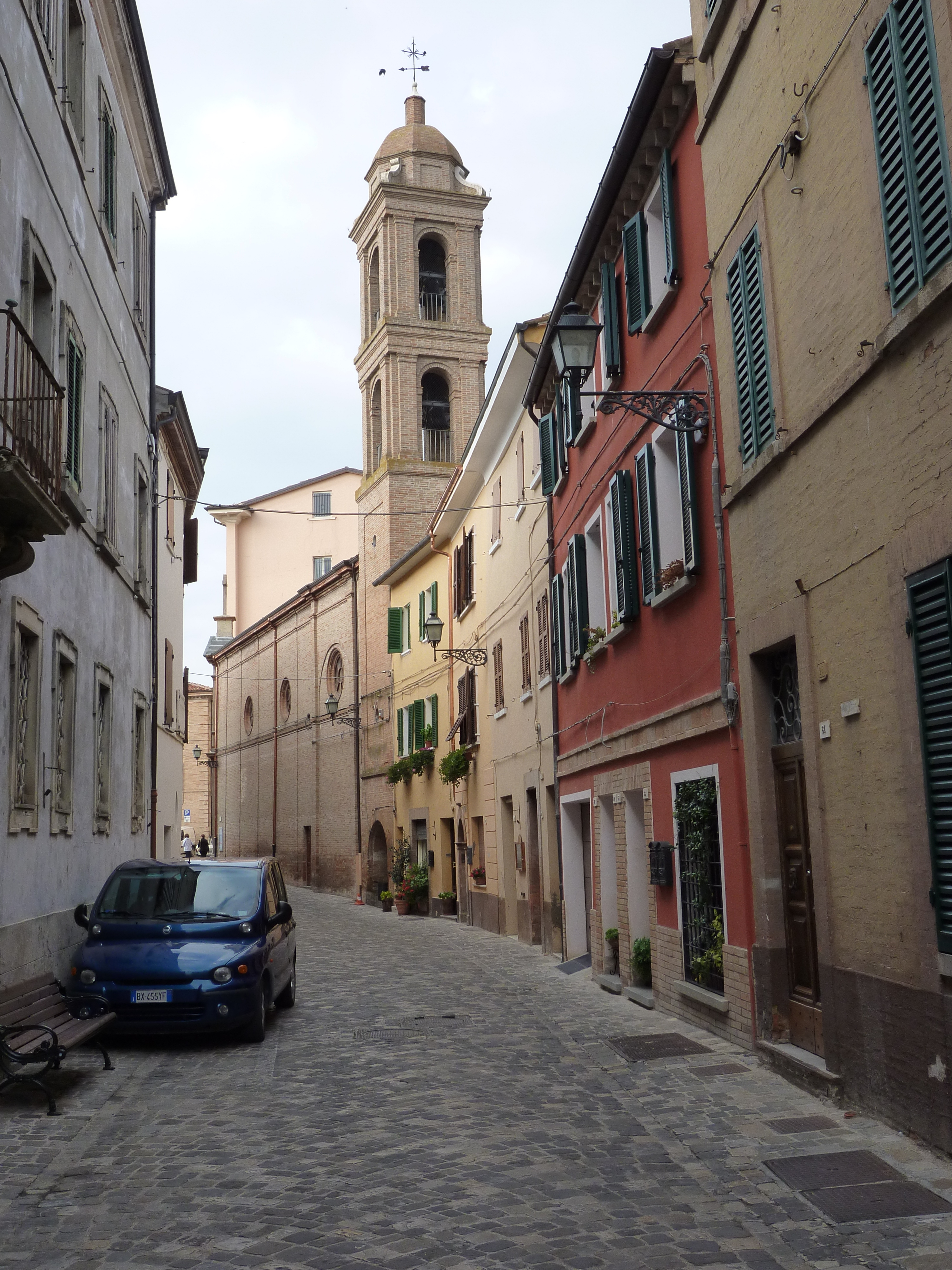
Via Crescentini

Le prime fonti scritte in cui viene citato il Castello di Monte Rotondo sito in prossimità dell'attuale luogo ove sorge il paese risalgono al 1061. 
L'origine del suo nome potrebbe derivare da "Sasso nido dei corvi" oppure dal termine latino corbis che significa "cesta".
Feudo dei Brancaleoni, fu poi conteso a lungo tra i Montefeltro e i Malatesta. Alla fine fu conquistato dai feltreschi nel 1463 e fu dato in feudo agli Ubaldini. Dopo il breve dominio di Cesare Borgia (1502) passò ai Doria di Genova. Nel 1631, con il Ducato di Urbino, divenne possedimento della Chiesa.
Durante la seconda guerra mondiale a Sassocorvaro furono nascosti dal professore Pasquale Rotondi, che vide nella Rocca ubaldinesca il luogo sicuro dove mettere al riparo buona parte del patrimonio artistico mobile italiano, numerosi capolavori d'arte provenienti da tutta Italia. Verranno concentrati tra Sassocorvaro, Urbino e Carpegna più di 10 000 capolavori d'arte mondiale. A Sassocorvaro vennero depositate più di 6500 opere facendo diventare la Rocca, in quel buio periodo, il "museo" con la più alta concentrazione al mondo di patrimonio artistico. L'Operazione Salvataggio fu coordinata dal professore Pasquale Rotondi, all'epoca sovrintendente dei beni culturali a Urbino, e rimarrà segreta fino al 1984, anno in cui attraverso un'ampia ricerca si riporterà alla luce l'intera vicenda.
In seguito a referendum popolare del 2 dicembre 2018, si è avviata la procedura di unificazione al comune di Auditore. Il 1º gennaio 2019 è stato istituito il comune di Sassocorvaro Auditore, del quale è divenuto capoluogo.

### Simboli
Il comune utilizzava uno stemma d'azzurro, al corvo di nero posato sulla pietra d'argento. Era raffigurato con il capo d'argento che probabilmente ricorda l'esistenza del Capo del Littorio, abraso dopo il 1945.
Il gonfalone era un drappo di azzurro.

## Monumenti e luoghi d'interesse

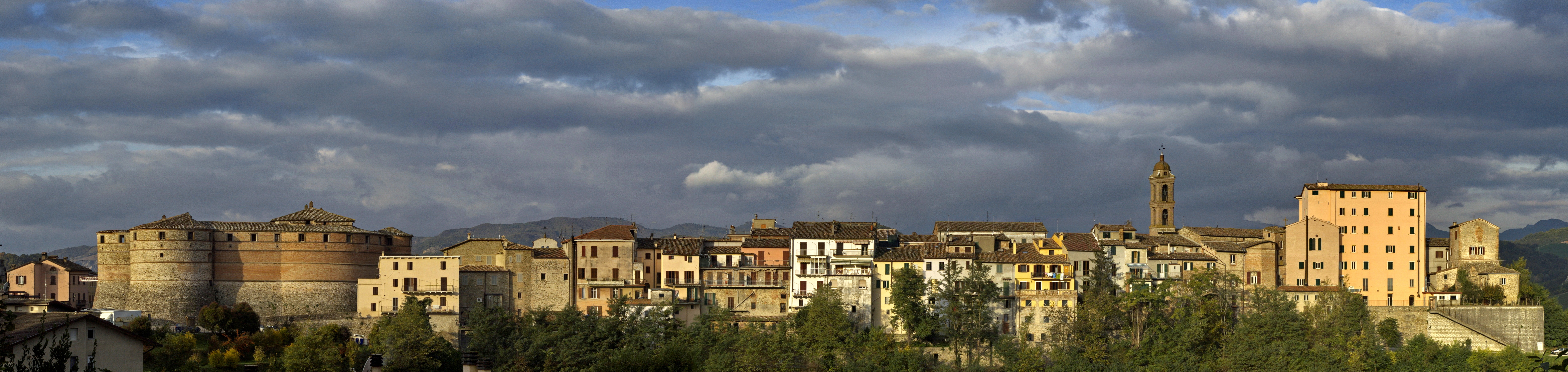
Veduta con la Rocca di Sassocorvaro

- Rocca ubaldinesca. La celebre fortezza fu costruita intorno al 1475 su progetto dell'architetto senese Francesco di Giorgio Martini, nei primi anni del suo servizio come architetto ed ingegnere militare del duca Federico da Montefeltro. La fortezza appartenne comunque a Ottaviano degli Ubaldini fratellastro del duca. Questa rocca fu la sede del salvataggio di oltre 10.000 capolavori d'arte provenienti da[12] Venezia, Urbino, Pesaro, Fano, Ancona, Lagosta, Fabriano, Jesi, Osimo, Macerata, Fermo, Ascoli Piceno, (tra cui la Tempesta del Giorgione, la Città ideale e molte altre opere di famosi artisti tra cui Raffaello Sanzio, Piero della Francesca, Carlo Crivelli, Tiziano, Lorenzo Lotto, Paolo Uccello, Andrea Mantegna) che furono nascoste negli anni 1943-1944 dal Sovrintendente alle belle arti di Pesaro e Urbino, Pasquale Rotondi, per evitare che fossero trafugate dai nazisti in fuga verso la Germania.[9]

- Chiesa con Reliquia di San Valentino degli innamorati. Secondo un inventario notarile conservato in forma autentica nella curia vescovile di Urbania, la reliquia di san Valentino martire (cranio ed altre ossa) fu depositata con certificato notarile nel 1727.[13] Nel 1722 da parte dell'abate don Gaspare Fabrini, su licenza del vescovo di Urbania Castelli, fu eretto e fondato l'oratorio della Santissima Trinità, entro la terra di Sassocorvaro, diocesi di Urbania.

### Aree naturali

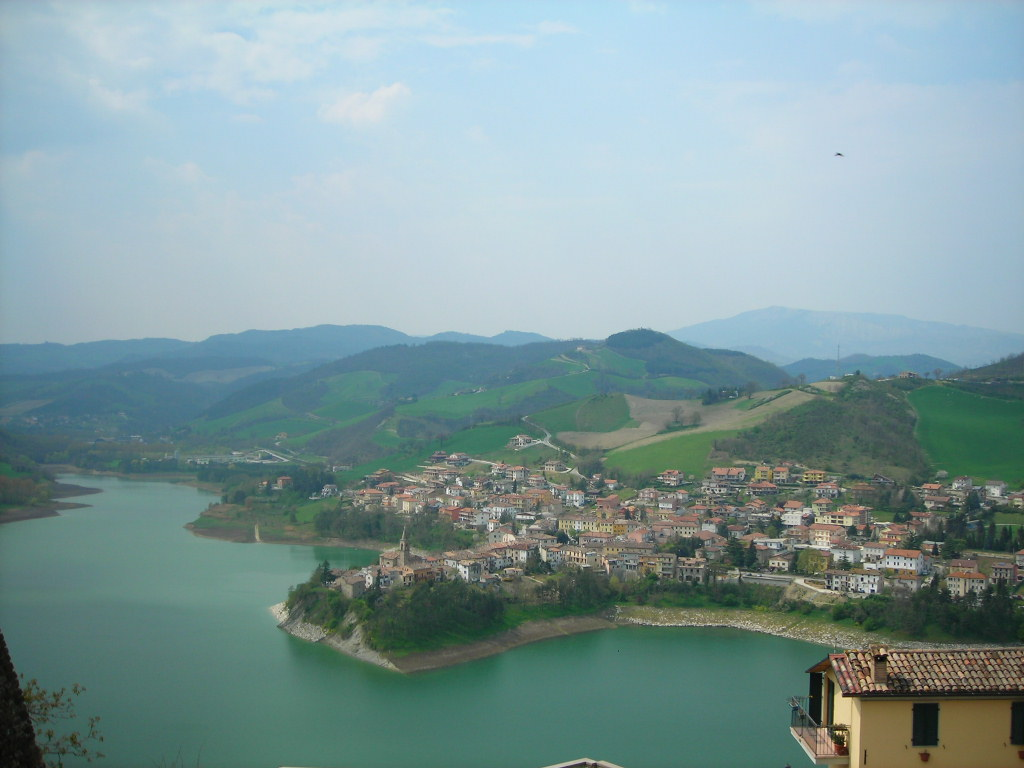
Lago di Mercatale

- Lago di Mercatale. A valle dell'abitato, nei pressi della frazione Mercatale, si trova un lago artificiale originatosi dalla costruzione di una diga che sbarra il corso del fiume Foglia. La diga è stata costruita negli anni cinquanta. Il bacino contiene circa 6 milioni di metri cubi di acqua e serve per l'irrigazione dei campi coltivati a cereali, frutta ed ortaggi, a favore di tutta la vallata del Foglia fino alla città di Pesaro. Attorno al lago si trovano luoghi boscosi. Il lago non viene più svuotato durante l'inverno per impedirne il riempimento di detriti, come succedeva negli anni precedenti il 2009. L'acqua per caduta viene convogliata in una turbina per la generazione di energia elettrica e la diga di Mercatale rimane chiusa tutto l'anno. Un evento eccezionale[14] nel corso del 2012, per siccità prolungata di molti mesi, ha reso necessario l'apertura delle paratie[15] e lo spurgo del fango e detriti che si erano accumulati nell'autunno 2011 ed inverno 2012.[16]

Territorio dell'ex-comune di Sassocorvaro nella provincia di Pesaro e Urbino

## Società

### Evoluzione demografica
Abitanti censiti

### Etnie e minoranze straniere
Secondo i dati ISTAT al 1º gennaio 2019 la popolazione straniera residente era di 348 persone e rappresentava il 10,2% della popolazione residente. Le comunità straniere più numerose (con percentuale sul totale della popolazione straniera) erano:
1. Marocco, 161 (46,26%)
2. Albania, 38 (10,92%)
3. Romania, 36 (10,34%)
4. Polonia, 19 (5,46%)
5. Senegal, 15 (4,31%)
6. Ucraina, 13 (3,74%)
7. Germania, 12 (3,45%)

### Sanità
L'Ospedale "Gioacchino Lanciarini" fu inaugurato nel 1932, grazie al lascito del sacerdote Gioacchino Lanciarini (1818-85), a cui fu intitolato. È diventato una Casa di Cura in concessione ad un gruppo privato denominato Villa Montefeltro.

## Cultura

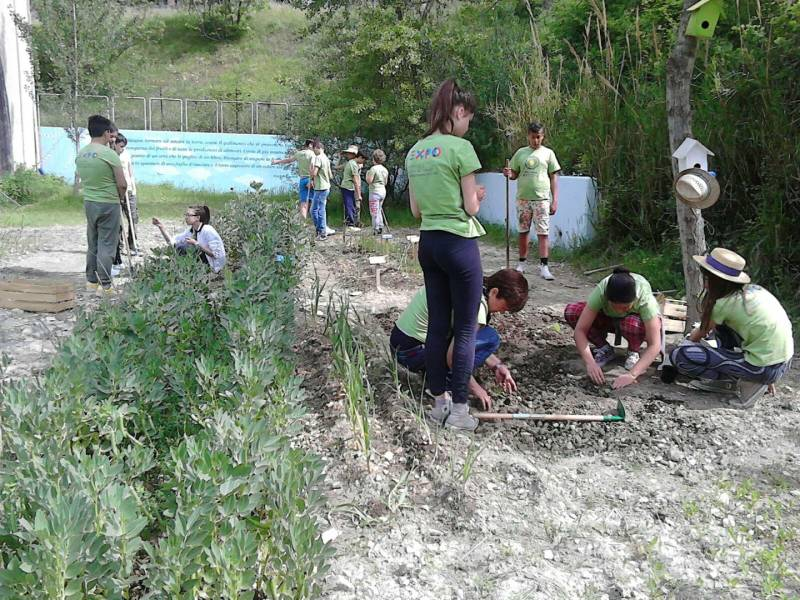
Orto dietro la scuola Angelo Battelli Sassocorvaro

### Premio 2015 dal Ministero dell'istruzione alla Scuola Media Angelo Battelli
Nel 2015 il ministero ha premiato gli «Ortolani del Montefeltro» con un assegno di 40 000 euro. Il progetto scolastico è stato il migliore tra 500 in concorso. Per oltre un anno gli studenti si sono cimentati nella progettazione, realizzazione e sviluppo di un vero e proprio orto sottraendo al degrado un angolo del loro campus scolastico e approfondendo aspetti tecnologici per l'ecosostenibilità.

## Amministrazione
| Periodo         | Periodo          | Primo cittadino          | Partito                   | Carica  | Note   |
| --------------- | ---------------- | ------------------------ | ------------------------- | ------- | ------ |
| 15 luglio 1980  | 29 luglio 1985   | Oriano Giacomi           | Democrazia Cristiana      | Sindaco | [ 21 ] |
| 30 luglio 1985  | 15 ottobre 1988  | Oriano Giacomi           | Democrazia Cristiana      | Sindaco | [ 21 ] |
| 16 ottobre 1988 | 23 maggio 1990   | Lucilla D'Orazio         | Indipendente              | Sindaco | [ 21 ] |
| 24 maggio 1990  | 27 aprile 1992   | Luigi Alberto Gasparucci | Democrazia Cristiana      | Sindaco | [ 21 ] |
| 16 maggio 1992  | 23 aprile 1995   | Pietro Morri             | Lista civica              | Sindaco | [ 21 ] |
| 24 aprile 1995  | 13 giugno 1999   | Vittorio Pirraglia       | Centro-sinistra           | Sindaco | [ 21 ] |
| 14 giugno 1999  | 12 giugno 2004   | Antonio Bianchini        | Centro-sinistra           | Sindaco | [ 21 ] |
| 13 giugno 2004  | 7 giugno 2009    | Antonio Alessandrini     | Lista civica              | Sindaco | [ 21 ] |
| 8 giugno 2009   | 25 maggio 2014   | Antonio Alessandrini     | Per continuare a crescere | Sindaco | [ 21 ] |
| 26 maggio 2014  | 31 dicembre 2018 | Daniele Grossi           | Scegli la tartaruga       | Sindaco | [ 21 ] |

## Sport

### Calcio a 11
Il paese vanta due squadre: l'Avis Sassocorvaro ed il Vigor Caprazzino che militano rispettivamente in Seconda Categoria ed in Terza Categoria.